# Muricea acervata
Muricea acervata är en korallart som beskrevs av Addison Emery Verrill 1866. Muricea acervata ingår i släktet Muricea och familjen Plexauridae. Inga underarter finns listade i Catalogue of Life.